# قائمة الملكيات الحالية
خريطة توضح توزيع الملكيات حالياً

هذه قائمة بالملكيّات الحالية. اعتبارًا من عام 2024، هناك 43 دولة ذات سيادة في العالم تتولى فيها الملكية رئاسة الدولة. منها 13 في آسيا، و12 في أوروبا، و9 في الأمريكتين، و6 في أوقيانوسيا، و3 في أفريقيا..

## أنواع الملكية
هذه الفئات التقريبية التي تقع فيها الملكيات
- العوالم الكومنولث: الملك تشارلز الثالث هو ملك الخمسة عشر مملكة من دول الكومنولث ( أنتيغوا وبربودا ، أستراليا ، جزر البهاما ، بليز ، كندا ، غرينادا ، جامايكا ، نيوزيلندا ، بابوا غينيا الجديدة ، سانت كيتس ونيفيس ، سانت لوسيا ، سانت فنسنت وجزر غرينادين ، سليمان الجزر ، توفالو ، والمملكة المتحدة ). لقد تطوروا من الإمبراطورية البريطانية إلى دول مستقلة تمامًا ضمن دول كومنولث التي تحتفظ بنفس الملك كرئيس للدولة، على عكس دول الكومنولث الأخرى التي إما تبعيات أو جمهوريات أو لديها بيت ملكي مختلف. جميع الممالك الخمسة عشر هي ملكيات دستورية وديمقراطيات كاملة، حيث يمتلك الملك (أو ممثله) من الناحية القانونية صلاحيات واسعة، لكنه يؤدي دورًا شرفيًا إلى حد كبير.
- الملكيات الدستورية الأوروبية الأخرى: أندورا ، وبلجيكا ، والدنمارك ، ولوكسمبورغ ، وهولندا ، والنرويج ، وإسبانيا ، والسويد هي دول ديمقراطية بالكامل، حيث يكون للملك دور محدود أو شرفي إلى حد كبير.
  - أندورا فريدة من نوعها بين جميع الملكيات القائمة، حيث إنها نظام ثنائي ، حيث يتقاسم الملكية المشتركة رئيس فرنسا وأسقف أورجيل . يخلق هذا الترتيب وضعًا فريدًا بين الأنظمة الملكية
    - كلا الأميرين المشتركين ليسا من اصل اندوري
    - واحد منهم يتم انتخابه من قبل عامة المواطنين من دولة اجنبية(فرنسا),ولكن ليس من قبل الأندورين حيث انه لا يمكن لهم التصويت في الأنتخابات الرئاسية الفرنسية
    - والآخر، أسقف أورجيل، يتم تعيينه من قبل رئيس اجنبي اخر وهو بابا الفاتيكان
- الممالك الأوروبية المختلطة. ليختنشتاين وموناكو ملكيتان دستوريتان يحتفظ فيهما الأمير بالعديد من صلاحيات الملك المطلق. على سبيل المثال، أعطى الاستفتاء على الدستور لعام 2003 لأمير ليختنشتاين سلطة الاعتراض على أي قانون يقترحه البرلمان ( اللاندتاغ )، والعكس صحيح. يجوز للأمير تعيين أو فصل أي عضو منتخب أو موظف حكومي من منصبه. ومع ذلك، على عكس الملك المطلق، يمكن للشعب ان يدعو لإجراء استفتاء لإنهاء حكم الأمير. ويتمتع أمير موناكو بصلاحيات مماثلة: فهو لا يستطيع تعيين أو إقالة أي عضو منتخب أو موظف حكومي من منصبه، ولكن يمكنه اختيار وزير الدولة ومجلس الحكومة والقضاة.
- الممالك الإسلامية. الملكيات المطلقة لا تزال موجودة في بروناي والبحرين والأردن والكويت وعمان وقطر والإمارات العربية المتحدة والسعودية تصنيفهم على أنهم مختلطون، مما يعني أن هناك هيئات تمثيلية من نوع ما، لكن الملك يحتفظ بمعظم صلاحياته. ماليزيا والمغرب ملكيتان دستوريتان، لكن ملوكهما ما زالوا يحتفظون بسلطات أكبر من نظيراتها الأوروبية.

- الملكيات الدستورية في شرق وجنوب شرق آسيا: بوتان وكمبوديا واليابان وتايلاند لديها أنظمة ملكية دستورية حيث يكون للملك دور محدود أو شرفي. تغيرت تايلاند من الملكية المطلقة التقليدية إلى ملكية دستورية في عام 1932، بينما تغيرت بوتان في عام 2008. كان لكمبوديا نظام ملكي خاص بها بعد الاستقلال عن الإمبراطورية الاستعمارية الفرنسية ، والتي تم خلعها بعد وصول الخمير الحمر (الحزب الشيوعي الكمبودي) إلى السلطة. وتمت استعادة النظام الملكي لاحقًا في اتفاقية السلام لعام 1993.
- ممالك سيادية اخرى: أربع ممالك لا تندرج ضمن إحدى المجموعات المذكورة أعلاه بحكم الجغرافيا أو فئة الملكية: تونغا وإسواتيني وليسوتو ومدينة الفاتيكان . ومن بين هذه الدول، تعتبر ليسوتو وتونغا ملكيتين دستوريتين، في حين أن إيسواتيني ومدينة الفاتيكان ملكيتان مطلقتان.
  - أصبحت إيسواتيني تعتبر على نحو متزايد حكومة ثنائية . يحكم الملك، أو نجوينياما ، جنبًا إلى جنب مع والدته، ندلوفوكاتي ، كرئيسين مزدوجين للدولة تم تصميم هذا النظام في الأصل لمراقبة السلطة السياسية. ومع ذلك، يعتبر نجوينياما الرئيس الإداري للدولة، في حين يعتبر ندلوفوكاتي الرئيس الروحي والوطني للدولة، وهو المنصب الذي أصبح رمزيًا إلى حد كبير في السنوات الأخيرة.
  - البابا هو الملك المطلق لمدينة الفاتيكان بحكم منصبه كرئيس للكنيسة الرومانية الكاثوليكية وأسقف روما, فهو حاكم منتخب وليس وراثي. لا يلزم أن يكون البابا مواطنًا في الإقليم قبل انتخابه من قبل الكرادلة .
- الملكيات غير السيادية: الملكية غير السيادية أو الملكية دون الوطنية هي تلك التي يخضع فيها رئيس النظام السياسي الملكي (سواء كان إقليمًا جغرافيًا أو مجموعة عرقية)، ونظام الحكم نفسه، لدولة ذات سيادة مثل الممالك غير السيادية في ماليزيا ، وإمارات الإمارات العربية المتحدة ، وسلطنة سولو ، والملكية الأفريقية البوليفية ، ومنظمة فرسان مالطا ، والزعماء التقليديين في نيجيريا ، وممالك أوغندا هي أمثلة على ذلك. [1]

## خطوط الخلافة
بعض الملكيات السيادية الحالية لها خطوط خلافة تعود إلى فترة العصور الوسطى أو العصور القديمة:
- يدعي ملوك كمبوديا أنهم ينحدرون من الملكة سوما (القرن الأول)، على الرغم من انقطاع السجل التاريخي في " فترة ما بعد أنغكور " (القرنين الخامس عشر/السادس عشر). ظهرت مملكة كمبوديا الموحدة الحقيقية إلى الوجود لأول مرة في عام 802. تم إلغاء النظام الملكي في كمبوديا بين عامي 1970 و1993.
- توجد عدة اقتراحات حول خط محتمل للخلافة في النظام الملكي الدنماركي من أواخر القرن السابع وحتى غورم القديم ، لكن لم يحظ أي من هذه الاقتراحات بقبول عالمي حتى الآن. معظم الملوك في الدنمارك منذ عام 940 كانوا من نسل والد جورم القديم هارثاكنوت وجميع الملوك في الدنمارك منذ عام 1047 كانوا من نسل الملكة الفخرية إستريد سفيندسداتر . ولم يتم اعتماد قانون رسمي للخلافة في الدنمارك حتى عام 1665 .
- تعتبر اليابان ملكية دستورية في ظل البيت الإمبراطوري الياباني ، ويُقال تقليديًا أنها نشأت مع الإمبراطور الأسطوري جيمو . أول دليل تاريخي يمكن التحقق منه يبدأ بالإمبراطور كينمي في القرن السادس. وتعد أقدم ملكية وراثية مستمرة في العالم. [2]
- ملوك النرويج بحكم النسب من هارالد الأول ذو الشعر الفاتح ، الذي وحد المملكة عام 872. هارالد كعضو في "بيت ينغلينغ" مُنح سلسلة أسطورية جزئي من الخلافة من الملوك الصغار السابقين في التقليد التاريخي. لم يكن جميع ملوك النرويج منذ عام 930 من نسل هارالد فيرهير: ما لا يقل عن سبعة أو ثمانية ملوك نرويجيين من الفترة 970-1859 لم يكونوا من نسل هارالد فيرهير.
- ملوك إسبانيا الذين ينحدرون من الملوك الكاثوليك (عبر آل هابسبورغ )، يجمعون في النهاية خطوط خلافة قشتالة وليون وأراغون ، وهي ممالك تأسست في القرن العاشر إلى القرن الحادي عشر في سياق حروب الاسترداد ، عبر مملكة إسبانيا. تدعي أستورياس أنها تنحدر من مملكة القوط الغربيين (التي حكمها في الأصل ملوك ثيرفينجي ، وأصبحت منتخبة في القرن السادس). ألغيت الملكية في إسبانيا مرتين في القرنين التاسع عشر والعشرين (1873-1874 و1931-1947) وحلت محلها الجمهوريات.
- يرث ملوك المملكة المتحدة وممالك الكومنولث العرش بحكم النسب من صوفيا هانوفر ، وفقًا لقانون التسوية لعام 1701 . كانت صوفيا حفيدة جيمس السادس وأنا الذين ورثوا واتحدوا ممالك إنجلترا واسكتلندا وأيرلندا ( اتحاد التيجان ) في عام 1603. الخلافة على العرش الإنجليزي تنبع من عائلة ويسيكس ، التي تأسست في القرن السادس ؛ العرش الاسكتلندي الذي ينحدر من ملوك بيكتيش الذين دخلوا أيضًا السجل التاريخي في حوالي القرن السادس.